# Kanton Betton
Betton is een kanton van het Franse departement Ille-et-Vilaine. Het kanton maakt deel uit van het arrondissement Rennes.

## Gemeenten
Het kanton Betton omvatte  tot 2014 de volgende 4 gemeenten:
- Betton (hoofdplaats)
- La Chapelle-des-Fougeretz
- Montgermont
- Saint-Grégoire

Bij de herindeling van de kantons door het decreet van 18 februari 2014, met uitwerking op 22 maart 2015, werden volgende 2 gemeenten aan het kanton toegevoegd:
- Cesson-Sévigné
- Chevaigné